# Grosvenor Place
Grosvenor Place est une rue du centre-ville de Londres au Royaume-Uni.

## Situation et accès
Située dans la Cité de Westminster et longeant les jardins du palais de Buckingham, elle relie Hyde Park Corner à Grosvenor Gardens qui la prolonge pour desservir la gare Victoria.
La station de métro la plus proche est Hyde Park Corner, desservie par  la ligne  Piccadilly. 

## Origine du nom
Le square doit son nom à la famille Grosvenor (dont le nom vient du français « grand veneur »).

## Historique
Autrefois, l’arc de Wellington se trouvait au bout de l’artère face à l’entrée principale de Hyde Park, avant qu'il ne soit déplacé un peu plus loin, d’une centaine de mètres, dans les jardins de Hyde Park Corner.

## Bâtiments remarquables et lieux de mémoire

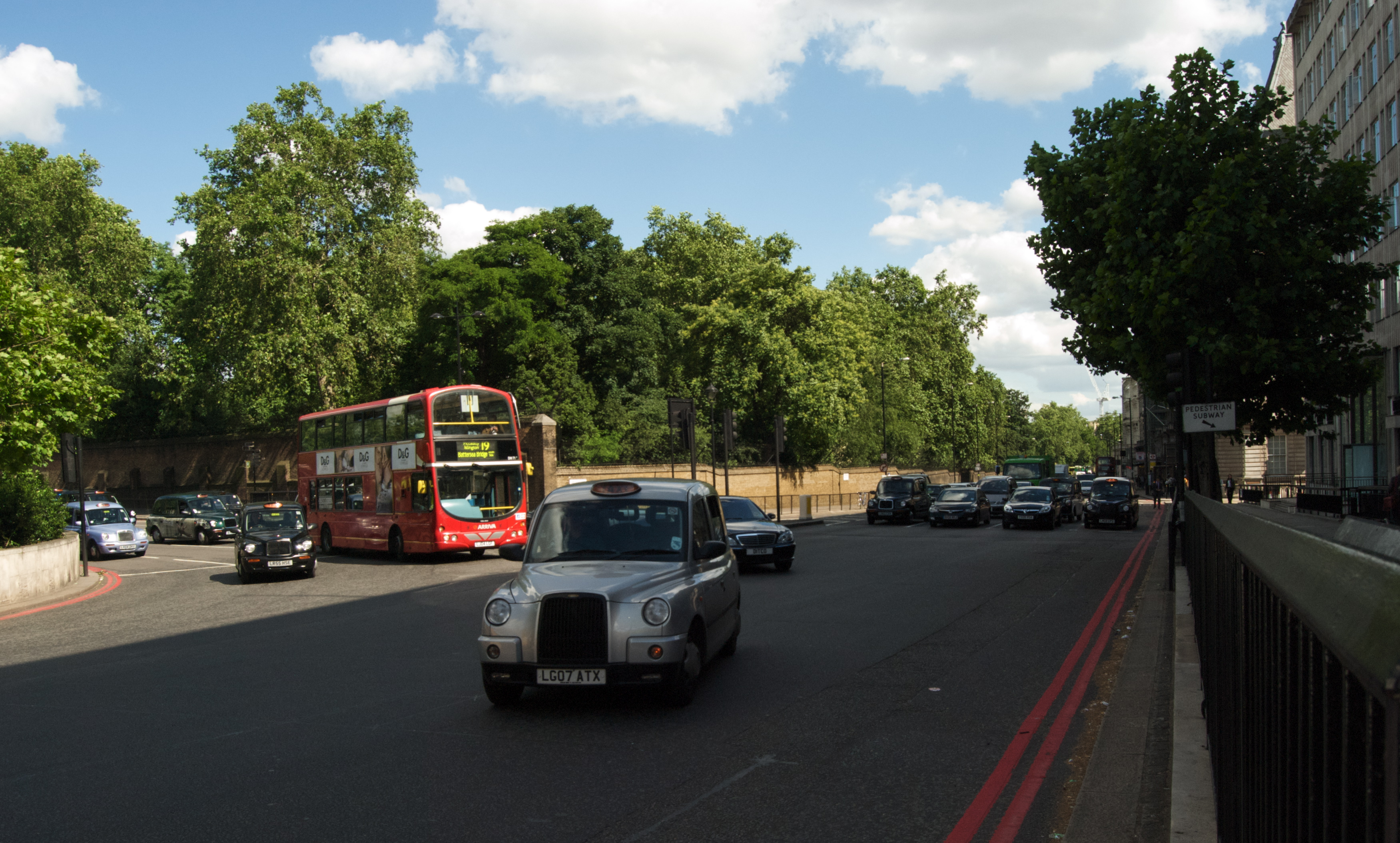
Grosvesnor Place.

- No 17 : ambassade d'Irlande.